# Vinca minor
Vinca minor é uma planta arbustiva da família Apocynaceae.
Dá pelos seguintes nomes comuns: Congonha, Congossa, Congossa-menor, Pervinca-menor e Sempre-noiva.

## Descrição
Possui flores azuis solitárias na extremidade de longos pedúnculos, nas axilas das folhas. A corola tem 5 pétalas soldadas na base, com um círculo branco; os frutos são folículos duplos que se desenvolvem a partir de cada flor. É uma planta arbustiva com folhas perenes e caules rastejantes; folhas elípticas com extremidades pontiagudas, pecíolo curto e opostas.
Pode ser encontrada em bosques e penedias. Não é uma espécie natural de Portugal, encontrando-se, no entanto, naturalizada em território nacional. Insere-se no biotipo dos caméfitos e dos hemicriptófitos.
A floração dá-se de Março a Maio.